# NGC 7624
NGC 7624 ist eine Balken-Spiralgalaxie vom Hubble-Typ SBc im Sternbild Pegasus nördlich des Himmelsäquators. Sie ist schätzungsweise 200 Millionen Lichtjahre von der Milchstraße entfernt.
Das Objekt wurde am 2. Oktober 1878 vom französischen Astronomen Édouard Stephan entdeckt.